# تامركة
تامركة أو تمبَرَة هو نهر ساحلي يعبر جلقيقة في شمال غرب إسبانيا . يغطي حوضها 1,531 كيلومتر مربع (591 ميل2) .
يتدفق النهر عبر مقاطعة قرجيطة ؛ البلديات على طول مسارها هي سُبرادة وقرطة وبلة سنتار وبويمورتو وميزة وافراديس وأرزوَة وبينة وأُروسة وأُردِسة واطرازة وطردوية وشنت ياقب ووادي دبرة وأميس وبانية وبَريون ونغرية وOutes ، مزاريكُس ونوية ولزامة.

## الصور

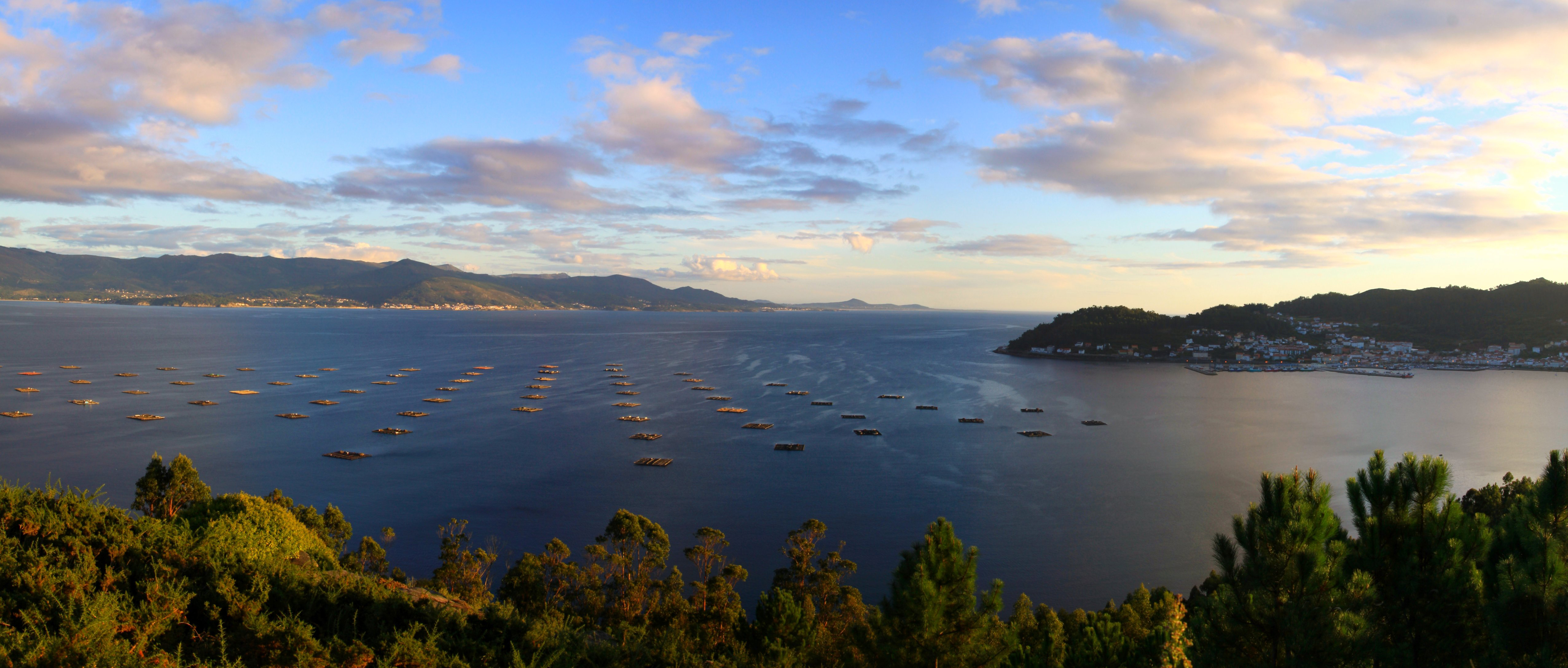
ريا دي موروس إي نويا
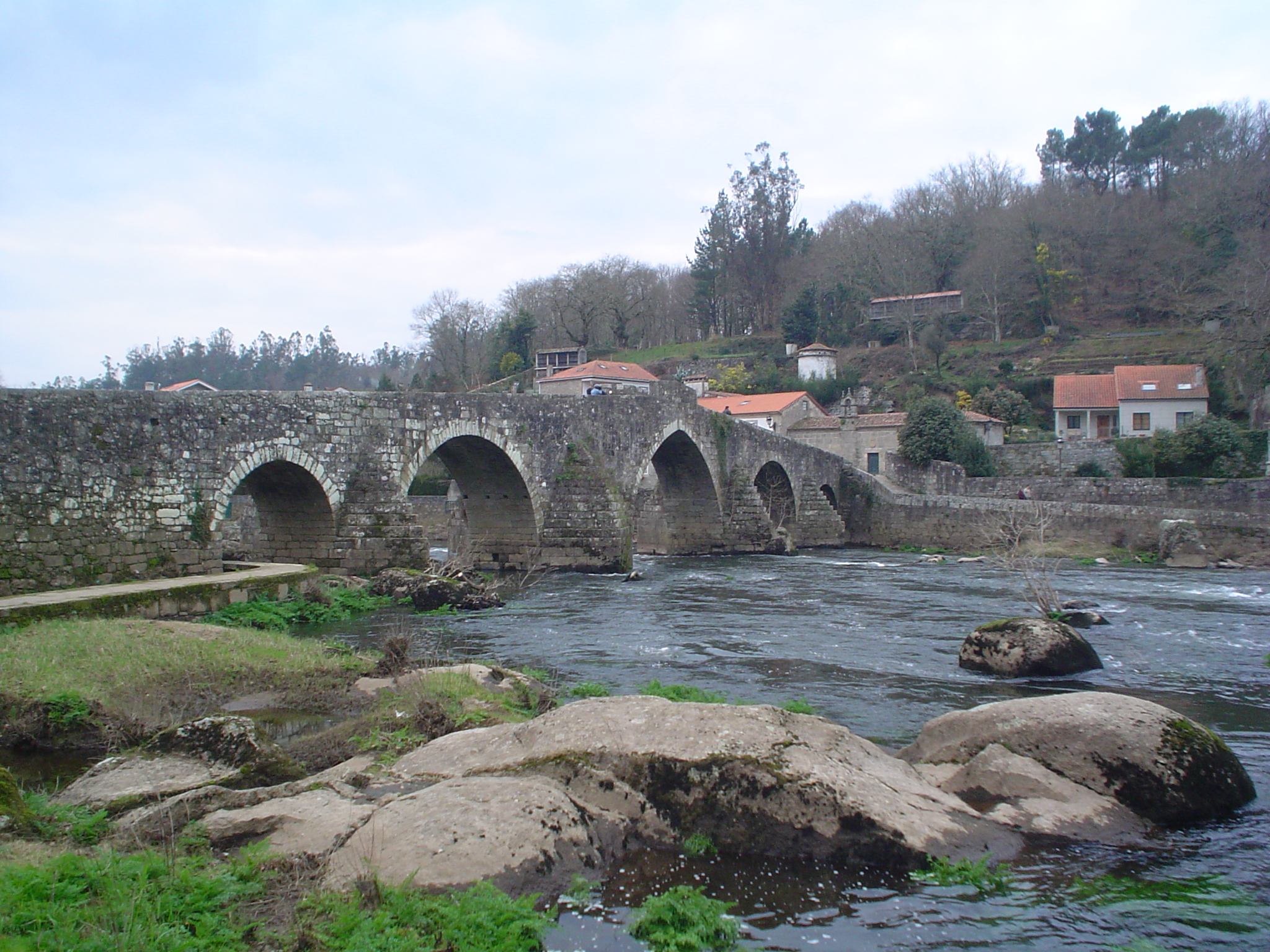
جسر مَسيرة
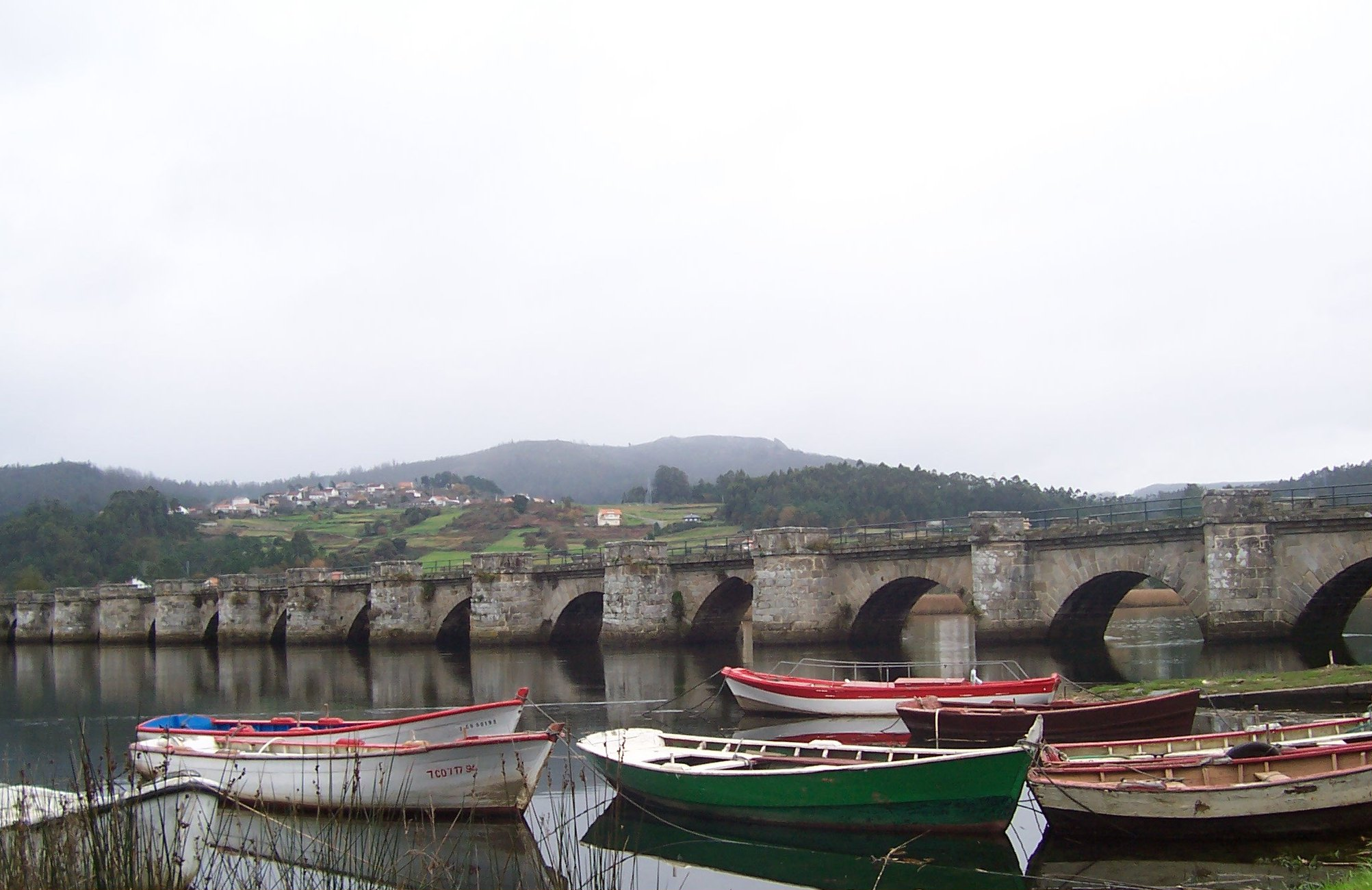
جسر نَفُنْسَة